# Carlos Lessa

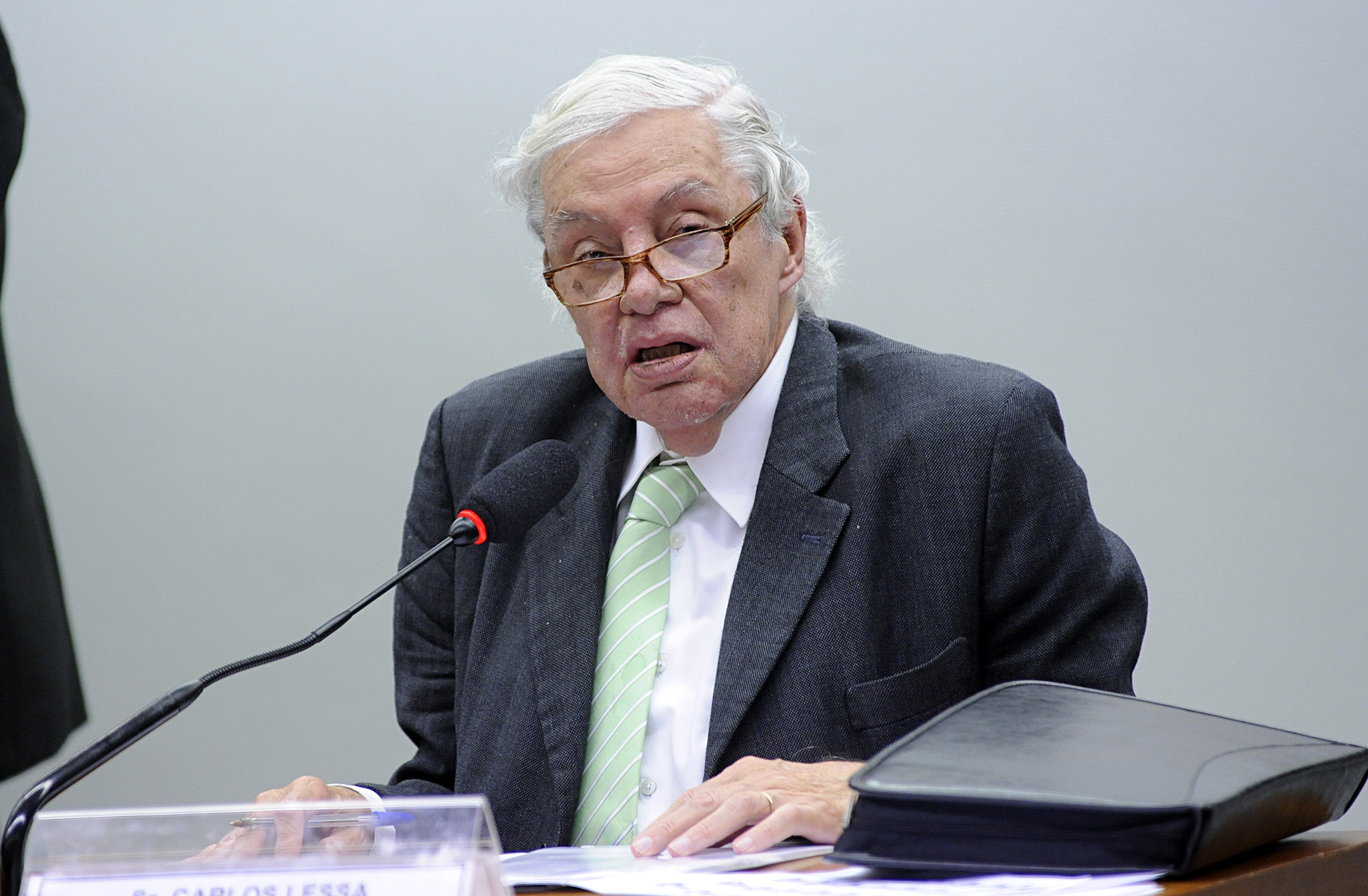
Carlos Lessa

Carlos Lessa, eigentlich Carlos Francisco Theodoro Machado Ribeiro de Lessa (* 30. Juli 1936 in Rio de Janeiro, Brasilien; † 5. Juni 2020 ebendort) war ein brasilianischer Ökonom und Hochschullehrer.

## Leben
Seinen Abschluss in Wirtschaftswissenschaften machte er an der Universidade Federal do Rio de Janeiro 1959. Von 2002 bis 2003 war er auch Rektor der Universität. Von 2003 bis 2004 war er Präsident der Banco Nacional de Desenvolvimento Economico e Social, (BNDES), der Entwicklungsbank Brasiliens. Auch hatte er während seines akademischen Lebens diverse Dozentenstellen inne, so am Instituto Rio Branco, der Diplomatenschule Brasiliens. 
Er galt als einer der führenden Wirtschaftswissenschaftler Brasiliens. Er schrieb zahlreiche Werke über Wirtschaft und Finanzwesen in Brasilien. 
Einer seiner Söhne ist der bekannte Sänger und Songwriter Rodrigo Lessa. 
Carlos Lessa starb am 5. Juni 2020 im Alter von 83 Jahren an den Folgen von COVID-19. Die Universität von Rio ordnete drei Tage Trauer an; zu seinem Tod äußerten sich auch die ehemaligen Präsidenten von Brasilien, Lula da Silva und Dilma Rousseff.